# Giuliana Toldo
Giuliana Toldo (Padova, 22 luglio 1975) è un'ex pallavolista italiana.

## Biografia
È sorella minore dell'ex portiere dell'Inter, della Fiorentina e della nazionale di calcio Francesco.
È stata anche finalista a Miss Italia 1993.

## Carriera
Gioca quasi tutta la sua carriera nelle file del Romanelli Volley dove disputa la prima stagione in serie A1, quella dopo in serie A2 dove viene subito promossa in serie A1 con la squadra fiorentina.
L'ultimo anno lo disputa nelle file dell'Icot Forlì in serie A2, fino al ritiro nel 2001.

## Palmarès

### Club

#### Competizioni nazionali
- Campionato italiano A2: 1

1998-1999